# Volvo A40
 (septembre 2009).
Si vous disposez d'ouvrages ou d'articles de référence ou si vous connaissez des sites web de qualité traitant du thème abordé ici, merci de compléter l'article en donnant les références utiles à sa vérifiabilité et en les liant à la section « Notes et références ».
Le Volvo A40 est un modèle de camion à benne basculante produit par le constructeur suédois Volvo. A40 était le plus grand de la gamme et le transporteur articulé le plus productif qui existait à l'époque. Il a été produit de 1997 à 2000. Malgré sa capacité de charge, il était maniable, facile à utiliser et avait des caractéristiques tout-terrain. Le A40 était équipé d'un moteur Volvo TD 122 KFE.
Sa vitesse maximale est de 53 km/h.

## Caractéristiques
| A40                                | 2000 A 40        |
| Moteur                             | Volvo TD 122 KFE |
| Puissance nominale à, r/s (r/min)  | 35 (2 100)       |
| ...SAE J1349 brut, kW (hp)         | 297 (398)        |
| ...SAE J1349 net, kW (hp)          | 295 (395)        |
| Couple maximal à, r/s (r/min)      | 23 (1 380)       |
| ...SAE J1349 brut, Nm              | 1 675            |
| ...SAE J1349 net, Nm               | 1 665            |
| Vitesse maximale, km/h             | 53               |
| Capacité de charge SAE frappée, m3 | 16,3             |
| Charge utile, t                    | 36,0             |
| Poids net, t                       | 30,1             |
| Poids brut, t                      | 66,1             |